# Controversias de South Park
South Park es una serie de comedia de situación animada estadounidense creada por Trey Parker y Matt Stone. Su frecuente representación de temas tabú, su humor negro y su representación de la religión con fines cómicos han generado controversia, la ira de la crítica y debates en todo el mundo a lo largo de sus 26 temporadas. Parker y Stone, quienes también escriben la serie, la utilizan con frecuencia para satirizar una amplia gama de temas y ambos lados de asuntos polémicos.
Parker y Stone suelen responder a estas controversias diciendo "no nos dedicamos a ofender a la gente, nos dedicamos a hacer reír a la gente". Rechazan la noción de la corrección política y afirman que ningún tema o grupo de personas en particular estará exento de burla y sátira, para ser justos con cualquier persona o grupo que haya sido ridiculizado anteriormente.

## Críticas y protestas
A medida que la serie se hizo popular en Estados Unidos, varias escuelas castigaron a los estudiantes por usar camisetas relacionadas con la serie, mientras que un grupo de directores de escuelas en Nueva Jersey montó una pequeña campana para notificar a los padres sobre el contenido del programa. La escuela primaria Hickory Flat en el Condado de Cherokee, Georgia, emitió una prohibición de usar cualquier ropa relacionada con South Park. En una encuesta de 1999 realizada por NatWest, niños de ocho y nueve años en Reino Unido votaron al personaje del programa, Eric Cartman, como su personaje favorito. Esto despertó la preocupación de varios padres, que esperaban que un personaje de un programa infantil encabezara en la lista, y el director de una escuela pública de Cambridgeshire instó a los padres a evitar a que sus hijos vieran el programa. Si bien no se oponen a que los niños vieran el programa, Parker y Stone sin embargo, afirmaron que el programa no estaba destinado a ser visto por niños, y casi siempre está clasificado TV-MA, mientras iban acompañados de la siguiente advertencia: "Este programa es irreal y grosero, las voces célebres son pobres imitaciones y debido a su contenido, nadie lo debe ver".
El activista conservador L Brent Bozell, fundador del grupo de defensa Parents Television Council (PTC), ha criticado frecuentemente el programa calificándolo de "detestable", Bozell afirmó que "no debería haberse hecho".
La fundadora de Action for Children's Television, Peggy Charren, afirmó que el uso del lenguaje y los insultos raciales en el programa representa la depravación de la civilización occidental y que es "peligroso para la democracia".
Varios otros activistas cristianos han protestado por las parodias que la serie hace de temas relacionados con el Cristianismo y la representación de Jesucristo, a quien South Park ha representado blasfemando, disparando y apuñalando a otros personajes, e incapaz de realizar milagros reales. La Red Familiar Cristiana preparó una guía educativa sobre cómo "proteger al los jóvenes de basura vil como South Park" y afirma que sus esfuerzos por "restaurar la moral y proteger la vida del individuo, la familia y la comunidad" se verían obstaculizados si los niños vieran la serie.
Stone insiste en que "los niños no tienen ningún tipo de tacto social ni etiqueta", y afirma que los padres que desaprueban South Park por su representación de como se comportan los niños están molestos porque "tienen una visión idílica de cómo son los niños".
Varios grupos han llamado al Boicot del programa, sus patrocinadores y las cadenas que lo transmiten. Por ejemplo, a finales de 2008, en nombre de activistas musulmanes y miembros de la Iglesia Pentecostal Rusa, un grupo de fiscales de Moscú solicitó el cierre del canal ruso 2×2 para impedir su emisión, alegando que promovía el "odio entre religiones". Su apelación fue rechazada por los medios de comunicación rusos, y la licencia de emisión del canal se extendió hasta 2013. Aparte de los esfuerzos en Rusia, ningún grupo o individuo en un país donde se emite el programa ha organizado una campaña significativa para prohibirlo por completo y su disponibilidad en los medios domésticos.
Un juez canadiense del Distrito Judicial de Calgary ha descrito a South Park como un "programa vulgar y socialmente irreverente que no aporta nada a la sociedad".
Los críticos también han criticado duramente la serie por ser "predicadora" en "The Drawn Together Movie: The Movie!", la adaptación cinematográfica de otra serie de Comedy Central, "Drawn Together", South Park fue criticado por su su sentido del humor y su uso de comentarios sociales. La serie también fue parodiada en el episodio de Los Simpson "The Bart of War".
De hecho, estas protestas inspiraron la trama de South Park: Bigger, Longer & Uncut

## Vulgaridad y representación del racismo
El programa satirizó aun más la controversia en torno a su uso de blasfemias, así cómo la atención mediática en torno al uso único de la palabra "mierda" en el programa de la cadena "Chicago Hope", con el estreno de la quinta temporada, It Hits the Fan. Un contador superpuesto en la esquina inferior izquierda de la pantalla rastreó cada una de las expresiones de la palabra "mierda" en el episodio, que se dijo 162 veces sin ser silenciada, mientras que también apareció sin censura en forma escrita 32 veces, con un total de 194 veces usadas. La reacción negativa al episodio se limitó principalmente a 5000 correos electrónicos de desaprobación enviados a Comedy Central.
La PTC también criticó al programa por su uso excesivo del epíteto racial "Nigger" en el estreno de la temporada 11 con el episodio: "Con Disculpas a Jesse Jackson". A pesar de sus 43 usos sin censura de la palabra, el episodio generó relativamente poca controversia, ya que la mayoría de la comunidad negra y la NAACP elogiaron el episodio por su contexto y su forma cómica de transmitir las percepciones de otras razas sobre cómo se sienten las personas negras al escuchar la palabra. Mientras que algunos miembros de la comunidad judía han elogiado la forma de representación del personaje Eric Cartman en el programa con una actitud antisemita hacia su compañero de clases Kyle Broflovski como una forma de retratar con precisión lo que es para un joven judío tener que soportar la intolerancia como minoría étnica. Otros judíos han culpado a South Park y a Cartman por haberse encontrados rodeados de "racismo aceptable".

## Parodia de la Cienciología
South Park parodio a la Cienciología en un cortometraje emitido en el marco de los Premios MTV del año 2000. El corto se titulaba "El Guantelete" y también se burlaba de John Travolta, un cienciólogo. En el episodio de la quinta temporada, "Súper mejores amigos", se presenta al ilusionista David Blaine formando su propia secta, llamada "Blaintologia". Parker y Stone han reconocido que esto pretende ser una referencia a la Cienciología.
En el episodio de la novena temporada, "Trapped in the Closet", Stan Marsh es reconocido como la reencarnación mundial del fundador de la cienciología, L. Ron Hubbard antes de denunciar a la iglesia como nada más que "una gran estafa mundial". Tom Cruise, también cienciólogo, es visto en el episodio encerrándose en el armario de Stan y negándose a salir, mientras le suplican ambiguamente que salga del armario en una parodia de los rumores que involucran la sexualidad de Cruise. Una escena cuenta la historia de Xenu, una historia que la Cienciología normalmente intenta mantener confidencial y solo revela a los miembros una vez que hacen contribuciones monetarias significativas a la iglesia. En los créditos finales del programa anunciaron a cada miembro del elenco y el equipo del episodio como "John Smith" y "Jane Smith" en una parodia de las reputaciones de Cruise y la iglesia por su litigiosidad.

### Salida de Isaac Hayes
el 13 de marzo de 2006, casi dos meses después de sufrir un Derrame cerebral, Isaac Hayes, la voz del personaje Chef, abandono South Park. El personaje fue posteriormente eliminado en el episodio "The Return of Chef", emitido dos años antes de la muerte de la muerte de Hayes. Un comunicado de prensa citó sus objeciones a la actitud y la representación en el que el programa daba a diversas religiones. Si bien el comunicado no menciono específicamente "Trapped in the Closet", Parker y Stone afirman que renunció debido al episodio y su tratamiento a la Cienciología, ya que Hayes era miembro. Stone comentó que Hayes practicaba un doble rasero con respecto al tratamiento de la religión en South Park: "Nunca oímos ni pío de Isaac hasta que satirizamos la Cienciología. Él quiere un estándar diferente para las religiones que no son la suya, y para mí, ahí es donde comienzan la intolerancia y el fanatismo". Fox News sugirió que, debido a que aún sufría los efectos de su derrame cerebral, Hayes fue hospitalizado y no estaba en condiciones de tomar una decisión racional para abandonar el programa. Fox también informó que Hayes dejó el programa debido a la presión de sus compañeros cienciólogos y que la decisión no fue voluntaria, señalando que Hayes había defendido previamente el episodio después de una discusión amistosa con Parker y Stone sobre su contenido. Además, el comunicado de prensa original que anunciaba su salida fue publicado por alguien no autorizado para representarlo. En una historia oral de South Park de 2016 en The Hollywood Reporter, el hijo de Hayes, Isaac Hayes III, confirmó que la decisión de abandonar el programa fue tomado por el séquito de Hayes, mientras que Hayes no pudo tomar tales decisiones por su cuenta.

### "Trapped in the Closet"
"Trapped in the Closet"  estaba programada para retransmitirse el 15 de marzo de 2006 en Comedy Central, pero la emisión se canceló sin previo aviso y se reemplazó con una repetición del episodio "Chef's Chocolate Salty Balls". La controversia que pronto siguió fue apodada "Closetgate" por Los Angeles Times. Los representantes de Comedy Central insisten en que el episodio se cambió como un homenaje a Hayes tras su salida. La empresa matriz de Comedy Central, Viacom, también es propietaria de Paramount Pictures, que iba a distribuir la entonces próxima película "Misión: Impossible III" protagonizada por Cruise. Varios medios de comunicación alegaron que Cruise amenazó con boicotear la gira publicitaria de la película a menos que Viacom cancelara la retransmisión del episodio. Comedy Central, así como el representante y publicista de Cruise, negaron inmediatamente las acusaciones. Cruise dijo más tarde que no "dignificaría" los rumores abordando personalmente si eran ciertos o no.
En respuesta a la retirada del episodio, Parker y Stone emitieron la siguiente declaración, con varias referencias burlonas a la Cienciología:

Así que, Cienciología, puede que hayan ganado ESTA batalla, ¡pero la guerra de un millón de años por la Tierra acaba de comenzar! Anozinizar temporalmente nuestro episodio NO impedirá que mantengamos a los Thetanes atrapados para siempre en sus miserables cuerpos humanos. ¡Maldición! Nos han obstruido por ahora, pero su débil intento de salvar a la humanidad fracasará. ¡Salve Xenu!

Misión: Imposible III se estrenó el 5 de mayo de 2006, mientras que "Atrapado en el armario" se retransmitió sin controversia el 19 de julio de 2006. Stone declaró que él y Parker habrían amenazado con terminar su relación con Comedy Central si la cadena finalmente se hubiera negado a retransmitir el episodio. El episodio fue nominado a un Emmy, y está incluido en el DVD del décimo aniversario de South Park , llamado South Park – The Hits, Volumen 1 , y es el episodio favorito de April Steward, una de las actrices de voz del programa.

## Mormonismo
Cameron Adams, de Herald Sun, destaco el episodio "Todo sobre los mormones" entre los más populares de la televisión. Chris Quinn, del San Antonio Express-News, lo colocó en el séptimo puesto de su lista de los "10 episodios más ofensivos de South Park y, por lo tanto, quizás el mejor". El episodio se utilizó como prueba para analizar el mormonismo en la cultura popular, a cargo del profesor de estudios religiosos del Utah Valley State College, Dennis Potter, en una presentación titulada: "La americanización del mormonismo reflejada en la cultura popular". la Iglesia SUD  calificó el episodio como una representación grosera de la historia de la Iglesia, pero sostuvo que "no causó ningún daño perceptible ni duradero a la iglesia", y que tales representaciones son distracciones.

## Representación de la Virgen María
En el episodio "Bloody Mary" se muestra a una estatua de la Virgen María derramando abundante sangre durante su menstruación; los personajes habían declarado el fenómeno un milagro cuando inicialmente creyeron que la sangre fluía de su recto. En otra escena, el papa Benedicto XVI inspecciona de cerca las regiones anal y vaginal de la estatua y es rociado con sangre. La Liga Católica por los Derechos Religiosos y Civiles exigió una disculpa a Comedy Central e hizo una campaña infructuosa para que el episodio se eliminara permanentemente de la rotación de la cadena y nunca se publicara en DVD. Joseph A. Califano Jr, miembro de la junta directiva de Viacom, y la Conferencia de Obispos Católicos de Estados Unidos presentaron quejas formales ante el entonces director ejecutivo de Viacom, Tom Freston.
En febrero de 2006, líderes de la Conferencia Episcopal Católica de Nueva Zelanda , el Consejo de Cristianos y Musulmanes, y otros grupos religiosos presionaron al conglomerado mediático Canwest para que suspendiera la primera emisión del episodio y sus posibles retransmisiones en Nueva Zelanda en el canal musical C4. La cadena rechazó la petición católica de censura y se le permitió emitir el episodio, haciéndolo antes de lo previsto para aprovechar la atención mediática generada por la campaña.

## Censura de la representación de Mahoma
En los episodios "Cartoon Wars Parte I" y "Cartoon Wars Parte II"  presentan una trama en la que la cadena Fox planea emitir un episodio de la serie animada Padre de familia que contiene una representación en caricatura sin censura del profeta islámico, Mahoma. Los residentes de South Park entran en pánico, temiendo respuestas violentas similares a las que ocurrieron en todo el mundo después de que algunos musulmanes consideraran insultantes las representaciones en caricatura de Mahoma en el periódico danés Jyllands-Posten . El primer episodio tuvo un final de suspenso que instruía a los espectadores a ver la segunda parte para averiguar si la imagen de Mahoma se mostraría sin censura. En el segundo episodio, Kyle convence a un ejecutivo de Fox para que emita el episodio de Padre de Familia con la imagen sin censura, mientras se hace eco de los sentimientos de Parker y Stone sobre lo que debería o no debería censurarse de "[o] todo tiene que estar bien o nada de esto lo está". Dentro del universo del episodio, el episodio de Padre de Familia se emite sin censura, a pesar de una amenaza de represalia de Al Qaeda. Cuando el episodio se emitió en Comedy Central, el canal censuró la escena con un título que decía "Comedy Central se ha negado a transmitir una imagen de Mahoma en su cadena" en lugar de la escena que contenía la representación de Mahoma, que según Parker y Stone era neutral y no pretendía insultar a los musulmanes.
Parker y Stone señalan la contradicción de que se les permitiera presentar una representación profana de Jesús, mientras que se les prohibiera presentar una representación puramente benigna de Mahoma, pero afirman no guardar rencor hacia Comedy Central por censurar la escena, ya que la cadena confesó tener "miedo a ser explotada" en lugar de proclamar "tolerancia religiosa" como otras cadenas. Parker y Stone afirman que lo único que lamentan del incidente es que su burla a la serie Padre de Familia en el episodio generó más atención que su comentario sobre la ética de la censura.  Anteriormente, Mahoma fue representado sin censura y retratado con una luz heroica en el episodio " Súper mejores amigos" de la quinta temporada, que prácticamente no generó controversia.  Mahoma también aparece entre la gran multitud de personajes reunidos detrás de los personajes principales y el cartel de "South Park" en algunas de las secuencias iniciales anteriores de la serie.
Parker y Stone repitieron esta trama para el episodio número 200, " 200 ". Una vez más, la representación fue censurada durante todo el episodio. Tras su emisión, un líder de Revolution Muslim, una desconocida organización musulmana radical con sede en Nueva York, criticó a los creadores de South Park por satirizar temas relacionados con la representación de Mahoma. El autor de la publicación, Zachary Adam Chesser, conocido como Abu Talhah Al-Amrikee, escribió en Twitter que rezaba para que Alá matara a los creadores de la serie y los "quemara en el infierno por toda la eternidad". También publicó una entrada similar en su blog y en el sitio web de Revolution Muslim. La publicación incluía una imagen del asesinato del cineasta holandés Theo van Gogh a manos de un extremista musulmán en 2004, con el texto: "Theo Van Gogh: ¿Matt Stone y Trey Parker lo han olvidado?" También señaló: "Tenemos que advertirles a Matt y Trey que lo que están haciendo es estúpido y probablemente terminarán como Theo Van Gogh por emitir este programa. Esto no es una amenaza, sino una advertencia de la realidad de lo que probablemente les sucederá".
Tras la emisión de este episodio, el conservador Partido Islámico Panmalasio (PAS) de Malasia exigió a los creadores de South Park que se disculparan con los musulmanes de todo el mundo por su representación de Mahoma vestido de oso, aunque posteriormente se reveló que en realidad era Papá Noel quien estaba dentro del traje. "Aunque hayan añadido los pitidos de audio, el productor y el presentador de South Park deberían disculparse con los musulmanes, ya que este es un tema delicado", declaró Mahfuz Omar, vicepresidente del PAS . "El programa en sí mismo denota mala intención, y la representación del Profeta es provocadora. Crea tensión religiosa".
El siguiente episodio, "201", censuró la palabra "Mahoma" a lo largo del episodio, así como varias líneas de los "Super Mejores Amigos" durante el acto final. Según la página web de South Park Studios, Comedy Central censuró el episodio "201" después de su entrega, pero antes de su emisión. El estudio informa que el episodio no está disponible en línea porque no tienen autorización de la cadena para emitirlo sin censura. Un usuario del foro de imágenes 4chan descubrió posteriormente una versión parcialmente sin censura del episodio en el servidor RTMP del sitio web oficial, y desde entonces se ha distribuido por internet.
Debido a las controversias, el episodio "201" fue eliminado de la programación de British Comedy Central TV y reemplazado por una repetición de "The Tale of Scrotie McBoogerballs", y la repetición de "200" fue reemplazada por una repetición de "Sexual Healing". El episodio "Super Best Friends", previamente disponible a través del sitio web de South Park Studios, ya no está disponible. Además, la versión de Netflix del episodio, también previamente disponible, se ha cambiado a "Solo disco". "Super Best Friends" también fue eliminado de ITunes Store y de Xbox Live Video Marketplace. Cuando la serie se agregó a HBO Max, "Super Best Friends", ambas partes de "Cartoon Wars", "200" y "201" se omitieron.
A pesar de las controversias, "200" y "201" están disponibles en el disco de la región 1 de South Park – La Decimocuarta Temporada Completa . Los episodios fueron censurados, al igual que los comentarios sobre ellos. En las regiones 2 y 4 de South Park – La Decimocuarta Temporada Completa, se eliminaron "200" y "201" por razones no reveladas, a pesar de que el empaque afirmaba que los catorce episodios estaban incluidos en el set.
En el chiste de la pizarra del episodio de Los Simpson, "The Squirt and the Whale ", Bart Simpson se burla de las amenazas de muerte que recibieron Parker y Stone escribiendo "South Park, estaríamos a tu lado si no tuviéramos tanto miedo".

## Representación de Steve Irwin
Varios espectadores criticaron el episodio "Infierno en la Tierra 2006", de la temporada 10, por la representación de Steve Irwin con una raya clavada en el pecho. El episodio se emitió originalmente siete semanas después de que Irwin, una personalidad de la televisión australiana de fama internacional y experto en vida silvestre, falleciera al ser atravesado el corazón por la púa de una raya. Varios grupos, e incluso seguidores devotos del programa, criticaron la escena y su momento, calificándola de "sumamente insensible" y "sin clase", mientras que la viuda de Irwin, Terri Irwin, expresó su preocupación de que sus hijos pudieran ver el episodio algún día.

## Bandera mexicana
En el episodio "Pinewood Derby", se mostró a varios líderes mundiales, incluido el presidente mexicano Felipe Calderón, sin lograr gestionar con éxito una crisis internacional. MTV retiró el episodio en México, lo que generó controversia entre los fans mexicanos de South Park , quienes lo consideraron censura. MTV lo negó, alegando que simplemente no habían obtenido el permiso a tiempo para mostrar la bandera mexicana en televisión.

## Después de los atentados de París
Comedy Central (Países Bajos) decidió no emitir temporalmente algunas escenas de varios programas tras los Atentados de París de noviembre de 2015. Si bien no se dieron detalles, se incluyó una escena en el episodio de 2015 " Contenido patrocinado " donde el candidato presidencial, Señor Garrison, afirma que sabe que solo hay una manera de tratar con los refugiados sirios, y la multitud grita "¡Que se jodan todos!".

## Negación del cambio climático
South Park se ha burlado repetidamente del concepto de " cambio climático " y ha promovido argumentos negacionistas . Esto se vio especialmente en el episodio "Hombre-Oso-Cerdo" donde se burlaba del candidato presidencial estadounidense Al Gore y su activismo climático, comparándolo con el alarmismo sobre un monstruo mítico. Por ello, la serie ha sido criticada repetidamente por los medios de comunicación, que calificaron este enfoque de "irresponsable". Doce años después, en " Hora de Cereal " y "¿ Nadie tiene Cereal? ", la serie intentó revertir su postura anterior al presentar su alegoría como un problema real y mostrar a los protagonistas pidiendo disculpas (obligadas) a Al Gore.

## Controversias no relacionadas con el contenido del programa

### Broma del Día de los inocentes
Una de las primeras reacciones de Parker y Stone ante las críticas a la serie por ser considerada "nada más que mala animación y chistes de gases" fue crear una serie dentro de la serie sobre dos personajes aún más toscos, Terrance y Phillip, que se dedican a flatular el uno al otro. Los personajes infantiles de la serie encuentran a Terrance y Phillip, quienes debutaron en el episodio " Muerte" de la primera temporada, divertidísimos, mientras que sus padres los encuentran terriblemente ofensivos. Un episodio completo protagonizado por el dúo se emitió el 1 de abril de 1998 en lugar de un episodio que debía continuar el episodio anterior de la serie, de cuatro semanas antes, que terminó con un final en suspenso que prometía revelar la identidad del padre de Cartman en la siguiente emisión. Varios fans se enfadaron por la broma del Día de los Inocentes, por la que Comedy Central recibió 2.000 quejas por correo electrónico. Después de esto, Comedy Central adelantó un mes la fecha de emisión prevista del próximo programa para que los fans pudieran ver antes el programa real que originalmente esperaban ver.

### Michael Moore
Michael Moore entrevistó a Matt Stone para su documental de 2002, Bowling for Columbine. Stone habló sobre sus experiencias de infancia en la zona de Littleton y el aislamiento social que pudo haber contribuido a la Masacre de la Escuela Secundaria de Columbine. Stone, quien posee armas, dijo que la presentación de Moore de la entrevista fue justa, pero criticó al director por un breve segmento animado posterior. La caricatura, que trata sobre la historia de las armas en Estados Unidos, implica una conexión entre el Ku Klux Klan y la fundación de la Asociación Nacional del Rifle. Matt Stone, quien no tuvo nada que ver con esa caricatura, criticó a Moore por hacerla "muy al estilo de South Park " y argumentó que Moore buscó deliberadamente dar a los espectadores la impresión errónea de que él y Trey Parker habían producido la animación, al reproducir estos dos segmentos completamente separados de forma consecutiva. Tenemos una disputa muy específica con Michael Moore. Hice una entrevista y no me desvirtuó ni me describió mal ni nada de lo que dije en la película. Pero lo que sí hizo fue poner esta caricatura justo después de mí, lo que hizo que pareciera que la habíamos hecho nosotros. Stone lo llamó "una buena referencia a lo que Michael Moore hace en las películas [...] crea significado donde no lo hay, cortando cosas".  La pareja respondió representando a Moore de una manera poco favorecedora antes de que su personaje se hiciera estallar en su película de 2004, Team America: World Police.

## Prohibición en China
Debido a las referencias a numerosos temas prohibidos, como el Dalái lama, Winnie the Pooh y los trasplantes de órganos, en el episodio "Band in China" de la temporada 23 (2019) , desde su emisión, South Park ha sido completamente prohibido en China: el artículo de Baidu Baike, el foro de Baidu Tieba, la página de Douban, la página de Zhihu y los vídeos de Bilibili han sido eliminados o se han vuelto inaccesibles al público. Además, se ha prohibido buscar y debatir todas las palabras clave y temas relacionados en buscadores y redes sociales de China, como Baidu, Sina Weibo , la plataforma pública WeChat (微信公众号), etc.